# 採桃花
《採桃花》，原名《讀孟浩然詩感興》，是一首泰语诗歌，共分为4段。1990年由诗琳通公主所赋，1996年由北京大学泰语专业教授裴晓睿翻译为五言绝句。
《採桃花》最早收录于诗琳通公主所著作的《琢玉诗词》中，第一段为曾经翻译的孟浩然诗句《春晓》，后三段为公主自己根据原作风格而创作的诗句。其最后一句是歌颂中泰友谊的祝福诗，其中“中泰手足情，绵延千秋好”流传较广。

## 创作背景
诗琳通公主曾于1987年7月26日写给友人的一封信中写道，于澳大利亚但不记得城市的博物馆，参访一间中国文物的收藏室时见墙上贴有《春晓》的诗句，然后便把这首诗译成泰文。后来，泰国帕特雅拉民樂團（วงดนตรีพาทยรัตน์）指揮要求为詩琳通公主赐予中国风泰国古典乐曲《採桃花》时，《春晓》成为了《採桃花》的第一段唱词。
此后诗琳通公主又将《春晓》之后加入三篇唱词，符合《採桃花》唱词的风格，她写道“所有的好花都是表达心灵的好工具，而采花的目的是为了赠给对方，增进中泰友谊”。1990年5月初，诗琳通公主完成了《採桃花》唱词。1996年，裴晓睿将《採桃花》的后三段诗词翻译成中文。

## 演绎
- 2015年1月，泰国吉拉达学校孔子课堂的师生用古筝、琵琶配乐诗朗诵《採桃花》[6][7]。
- 2017年2月11日，北欖公立培華學校（โรงเรียนป้วยฮั้ว）慶祝2017元宵晚會活動，其中身穿旗袍和泰装的两位女生用中文朗诵《採桃花》。[8]
- 2018年4月22日“世界读书日”期间，吉林科学技术出版社与长春市图书馆青少部联合举办“朗读无国界·倾听世界的声音”诵读活动，其中包括了泰国诗琳通公主的《读孟浩然诗感兴》（採桃花）。[9]
- 2020年12月9日，庆祝中泰建交45周年音乐会“春晓”在泰国国家大剧院隆重举行。其中演出的作品包括《采桃花》（传统乐曲）、《春晓》和《青草回旋诗》等音乐作品，这些作品由甘拉雅尼音乐学院和南京艺术学院为中泰建交45周年原创或改编。[10]
- 中国男高音歌唱家王胜利曾为《採桃花》谱曲，歌名为《中泰手足情》。由王秀芬和王胜利领唱。
- 2024年，由广西壮族自治区南宁市举办的跨国春节晚会《春天的旋律·2024》活动中，《采桃花》被改编为歌曲《採花谣》，由马纳萨暖·阿散藤、刘海嘉演唱。[11][12]